# The Message (chanson de Nas)
Pour les articles homonymes, voir The Message.
Singles de Nas
Street Dreams Nas Is Like
Pistes de It Was Written
Album Intro Street Dreams
The Message est une chanson de Nas tirée de l'album It Was Written. Ce titre, produit par Trackmasters contient un sample du morceau Shape of My Heart, interprété par Sting, et a été publié en single le 10 décembre 1996.

## Contexte
Au cours de l'année 1995, Nas se retrouve dans une situation financière critique après avoir dilapidé le produit des ventes d'Illmatic qui ne s'est alors qu'écoulé qu'à seulement 500 000 exemplaires. La rumeur prétend qu'il a dû emprunter de l'argent pour se rendre aux Source Awards de cette année-là.
Parallèlement, The Notorious B.I.G. savoure son récent succès après avoir écoulé 4 millions d'exemplaires de son Ready to Die, album sorti peu après le premier opus de Nas. À l'été 1995, Biggie en vient même à poser en une du magazine The Source avec une couronne sur la tête.
Face à la fin annoncée de son règne éphémère, Nas, dont l'ego n'a d'égal que son immense talent, entreprend de reprendre le trône à celui qu'il jalouse et qu'il soupçonne, sous l'influence de Raekwon et de Ghostface Killah, d'être un plagiaire : en effet, la pochette de Ready to Die représente un enfant en bas âge rappelant de fait le concept antérieurement utilisé par Nas.
C'est dans ce contexte qu'est publié The Message. À la manière d'un challenger, Nas le conçoit comme un marchepied vers le trône de « roi de New York » qu'il s'agit pour lui de revendiquer et surtout, de reconquérir. Le destinataire principal en est The Notorious B.I.G., mais plus largement, l'ensemble de la concurrence new yorkaise de l'époque.

## Synopsis
La moitié du premier couplet s'apparente à une série d'attaques subliminales adressées à Biggie, lequel se trouve de fait nommément désigné par la punchline « (....) there can only be one king ».
Après une petite digression de quelques vers consacrée à la description du style de vie qui était le sien, celui-là même qui avait été à l'origine de sa débâcle financière, Nas revient à la charge avec l'introduction d'un storytelling ou récit dans lequel il se dépeint dans le rôle d'un dangereux gangster.
Ledit récit sert de trame d'ouverture au second couplet, que Nas démarre dissimulé derrière les vitres teintées d'une Jeep avant de se retrouver, peu après, pris pour cible dans une fusillade. La vengeance du gangster blessé sera terrible, il en sera bientôt fini de ses assaillants. Et c'est là, justement, tout l'objet du récit qui n'est rien d'autre qu'« un message dans The message ».
Le tout se trouve d'ailleurs résumé par la formule épistolaire employée par Nas en conclusion de son récit « When I rhyme it's sincerely yours ». Quand il rime, dit-il, c'est « sincèrement vôtre », c'est-à-dire que c'est la fin, en l'occurrence celle des destinataires de son Message.
Enfin, le second couplet se termine par une rime devenue culte : 

« Be lightin L's sippin Coors, on all floors in project halls
Contemplatin war niggaz I was cool with before
We used to score together, Uptown coppin the raw
But uhh, a thug changes, and love changes
and best friends become strangers, word up. »

## Technique lyricale
The Message constitue à n'en pas douter une démonstration lyricale de haute facture dans la mesure où Nas fait état de tout son talent. En premier lieu, il se distingue par le vocabulaire employé, lequel intervient en rupture avec le champ lexical communément utilisé par les artistes hip-hop ainsi qu'en atteste la mention du « demi-sec ».
Nas démarre son premier couplet en délivrant une cascade de rimes en deux syllabes (fake thug, no love, gusto, luck low, drunk though, played out, ate out, gauge out, made out) avant de basculer sur des rimes à trois syllabes (in linen, millenium, winning them, sending them, minimum, adre-naline).

## Clip
Il n'existe aucun clip officiel de la chanson, bien qu'un extrait du titre soit présenté en ouverture de la vidéo If I Ruled the World (Imagine That).